# Raucourt-au-Bois
Raucourt-au-Bois is een gemeente in het Franse Noorderdepartement (regio Hauts-de-France) en telt 151 inwoners (2005). De plaats maakt deel uit van het arrondissement Avesnes-sur-Helpe.

## Geografie
De oppervlakte van Raucourt-au-Bois bedraagt 1,0 km², de bevolkingsdichtheid is 151,0 inwoners per km².
De onderstaande kaart toont de ligging van Raucourt-au-Bois met de belangrijkste infrastructuur en aangrenzende gemeenten.

## Demografie
Onderstaande figuur toont het verloop van het inwonertal (bron: INSEE-tellingen).